# 1796 في فرنسا
فيما يلي قوائم الأحداث التي وقعت خلال عام 1796 في فرنسا.

## كتب
من الكتب التي صدرت هذه السنة في فرنسا:
- 1 يناير – جاك القدري من تأليف دنيس ديدرو.

## مواليد

### أبريل
- 30 أبريل – إسحاق كريمييه[1]

### يونيو
- 1 يونيو – سعدي كارنو فيزيائي فرنسي.[2]

## وفيات

### يناير
- 1 يناير – ألكسندر ثيوفيل فانديرموند (مواليد 1735) رياضياتي فرنسي.[3]